# Маша Вебер
Марія Юріївна Вебер (нар.. 5 травня 1987, Митищі, Московська область, Російська РФСР, СРСР), більш відома як Маша Вебер, — російська співачка і актриса. Солістка групи «Тутсі». З 2016 року - сольна виконавиця.
З 7 січня 2023 року перебуває під санкціями РНБО за антиукраїнську діяльність.

## Біографія
Народилася 5 травня 1987 року в Митищах, Московська область. У 2002 році закінчила з відзнакою музичну школу по класу фортепіано.

### Навчання
У 2015 році закінчила акторський факультет Російського інституту театрального мистецтва-ГІТІС, курс Володимира Андрєєва. Після закінчення інституту грала в різних театральних постановках головної сцени ГІТІСу.

### Творчість
У 2003 році стала учасницею телепроєкту російського Першого каналу «Фабрика Зірок-3».
З 2004 по 2014 рік була солісткою групи «Тутсі».
У 2016 року починає свою сольну кар'єру: вона випустила сингл «Ты лучше», записала кліп на композицію і виступила на концерті «Золотий грамофон». У жовтні 2017 року випустила в світ новий кліп на композицію «Он».
У травні 2019 вона виступила на концерті премії RU.TV з піснею «Люблю как умею», яку виконала в парі з Леонідом Руденко. З цією піснею музиканти брали участь у номінації «Мегамікс». Разом з Михайлом Шуфутинським, Записала кліп на хіт «Повторяй за мной». Їх спільна пісня виграла музичну премію «Шансон року». Раніше з Денисом Клявером представила пісню «Дождем»".
У листопаді 2019 року разом з Іриною Ортман, Лесею Ярославською і Наталею Ростовою знову зібралися у складі групи «Тутсі».
У червні 2020 року випускає сингл «На ветру» і кліп на цю композицію. Автором пісні є Максим Фадєєв.

## Фільмографія
- 2015 — серіал «Ворожка», режисер Костянтин Бераков — роль 2-го плану — (телеканал «ТВ-3»);
- 2015 — серіал «Сліпа», режисер Аліна Полічук — роль 2-го плану — (телеканал «ТВ-3»);
- 2015 — серіал «Слід», режисер Юрій Харнас — Лера — журналіст видавництва (головна роль) — (телеканал «П'ятий канал»);
- 2019 — кіно (комедія/драма) «Я не такий, я не така», режисер Руслан Паушу — Вулична співачка (роль 2-го плану) / виконавиця саундтреку до фільму.

## Дискографія

### У складі групи «Тутсі»
- «Самый-самый» (2005)
- «Капучино» (2007)

## Сингли
- 2016 — «Ты лучше»
- 2016 — «Знаки и огни»
- 2017 — «Он»
- 2018 — «Фанта-кола»
- 2018 — «До мурашек»
- 2019 — «Повторяй за мной» (дует з Михайлом Шуфутинським)
- 2019 — «Дождем» (дует з Денисом Клявер)
- 2019 — «Люблю как умею» (feat. Леонід Руденко)
- 2019 — «И любовь» (feat. Влад Топалов) з к/ф «Я не така, я не такий»
- 2019 — «Потом»
- 2020 — «Моя любовь»
- 2020 — «На ветру»
- 2020 — «Знаки и огни»
- 2021 — «Просто дождь» (feat. Іраклі)

## Відеографія

### У складі групи «Тутсі»
- «Самый-самый» (2004)
- «Я люблю его» (2005)
- «Горький шоколад» (feat. КГБ) (2005)
- «Сама по себе» (2006)
- «Сто свечей» (2006)
- «Чашка капучино» (2007)

### Сольно
- «Ты лучше» (2016)
- «Он» (2017)
- «Фанта-кола» (2018)
- «Повторяй за мной» (2019)
- «На ветру» (2020)

## Нагорода
| Року | Премія        | Робота                                            | Результат |
| ---- | ------------- | ------------------------------------------------- | --------- |
| 2019 | «Шансон року» | «Повторяй за мной» (дует з Михайлом Шуфутинським) | Перемога  |

## Санкції
Публічно закликала до агресивної війни, виправдовувала законну збройну агресію Росії проти України, тимчасову окупацію території України.
6 січня 2023 року додана до списку дісанкційних осіб України.

## Примітка
1. ↑  Маша Вебер - Артисты Русского Радио. Русское радио.
2. ↑  Маша Вебер - артист канала RU.TV. RU.TV. Архів оригіналу за 28 січня 2021. Процитовано 15 червня 2021.
3. ↑  Указ Президента України від 7 січня 2023 року № 4/2023 «Про рішення Ради національної безпеки і оборони України від 6 січня 2023 року "Про застосування та внесення змін до персональних спеціальних економічних та інших обмежувальних заходів (санкцій)"»
4. ↑  Маша Вебер. Новое радио. Архів оригіналу за 28 січня 2021. Процитовано 15 червня 2021.
5. ↑  Как Маша Вебер совмещает сольную карьеру и работу в группе. Русское радио.
6. ↑  Мария Вебер — «Ты лучше». Церемония вручения народной премии «Золотой граммофон». Фрагмент выпуска от 03.02.2017. Первый канал. 3 лютого 2017. Архів оригіналу за 29 січня 2021. Процитовано 15 червня 2021.
7. ↑  Маша Вебер и Михаил Шуфутинский представили совместный видеоклип. Русское радио.
8. ↑  «Звездный завтрак» 4 июня: Михаил Шуфутинский и Маша Вебер. Радио Шансон. 4 червня 2019. Архів оригіналу за 28 січня 2021. Процитовано 15 червня 2021.
9. ↑  Маша Вебер анонсировала воссоединение группы «Тутси». RU.TV. Архів оригіналу за 28 січня 2021. Процитовано 15 червня 2021.
10. ↑  Группа «Тутси» воссоединилась и записала сингл (Видео). InterMedia. 21 листопада 2019. Архів оригіналу за 28 січня 2021. Процитовано 15 червня 2021.
11. ↑  Маша Вебер выпустила романтичный клип «На ветру». Русское радио. 5 червня 2020.
12. ↑  Фадеев пожаловался на "мерзкие" воспоминания о работе с группой Serebro. РИА Новости. 9 червня 2020. Архів оригіналу за 17 червня 2020. Процитовано 15 червня 2021.
13. ↑  ВЕБЕР Марія Юріївна - біографія, досьє, активи | Війна і санкції. sanctions.nazk.gov.ua (укр.). Процитовано 13 березня 2023.{{cite web}}:  Обслуговування CS1: Сторінки з параметром url-status, але без параметра archive-url (посилання)
14. ↑  УКАЗ ПРЕЗИДЕНТА УКРАЇНИ №4/2023 Про рішення Ради національної безпеки і оборони України від 6 січня 2023 року "Про застосування та внесення змін до персональних спеціальних економічних та інших обмежувальних заходів (санкцій)". Процитовано 13.03.2023.